# Iringa
Iringa város Tanzánia középső részén, Dodomától délre, az azonos nevű régió székhelye. Lakossága kb. 113 ezer fő volt 2004-ben.
Több egyetem működik itt. 
A város híres kézművességéről, szőttes kosarairól.
Az Isimila kőkorszaki helyszínen - mintegy 20 km-re délnyugatra innen - a régészek 70 000 éves emberi kőeszközöket találtak.

## Fordítás
- Ez a szócikk részben vagy egészben  az   Iringa című angol Wikipédia-szócikk fordításán alapul.  Az eredeti cikk szerkesztőit annak laptörténete sorolja fel. Ez a jelzés csupán a megfogalmazás eredetét és a szerzői jogokat jelzi, nem szolgál a cikkben szereplő információk forrásmegjelöléseként.